# Cantó d'Agulhas
El cantó d'Agulhas és un cantó francès del departament dels Alts Alps, situat al districte de Briançon. Té 7 municipis i el cap és Agulhas.

## Municipis
- Abrièrs
- Agulhas
- Arvieus
- Chastèu-Vila Vielha
- Molinas-en-Cairas
- Ristolas
- Sent Veran

## Història
| Data d'elecció                           | Identitat            | Partit                     | Qualitat |
| ---------------------------------------- | -------------------- | -------------------------- | -------- |
| 1961-1992                                | Louis Blanc-Chabrand | RPR                        |          |
| 1992-2004                                | Pierre Eyméoud       | Divers droite              |          |
| 2004-2011                                | Jean-Claude Catala   | Divers gauche, després PRG |          |
| 2011-                                    | Jean-Louis Poncet    | Divers droite              |          |
| les dades anteriors no són pas conegudes |                      |                            |          |
|                                          |                      |                            |          |

| 1962  | 1968  | 1975  | 1982  | 1990  | 1999  | 2007  |
| ----- | ----- | ----- | ----- | ----- | ----- | ----- |
| 1.611 | 1.674 | 1.677 | 1.902 | 1.948 | 2.138 | 2.175 |